# Fudanjuku monogatari
Fudanjuku Monogatari est un manga écrit et dessinée par Arina Tanemura. Il est prépublié dans le Margaret entre le 20 juillet 2011 et le 5 novembre 2011, puis publié par Shūeisha.

## Description
Le manga est composé de sept chapitres, chacun centré sur l'un des membres du groupe Fudan Juku. Il s'agit d'un groupe d'idoles composé de sept filles de 18 ans appartenant au groupe "Nakano Fujoshi Sisters". Elles se déguisent en hommes et celles-ci ont tous des loisirs d'Otaku, tels que le Cosplay, les Anime, le Yaoi, etc.